# Oinochoe des Mamarce

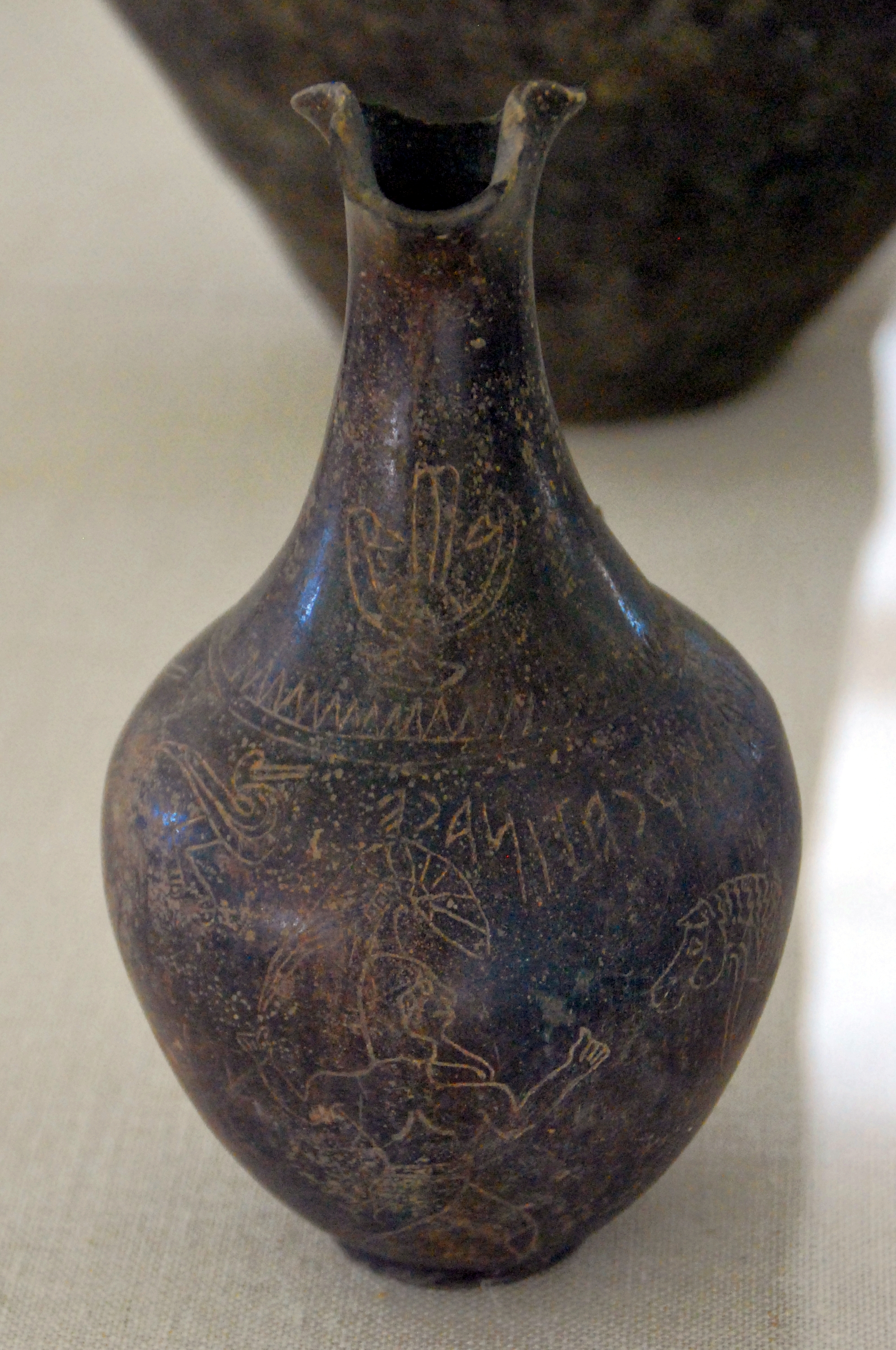
Oinochoe des Mamarce in Würzburg

Die Oinochoe des Mamarce ist ein  etruskisches Impasto-Gefäß der Zeit um 640/20 v. Chr., das besonders aufgrund seiner Töpfersignatur von Bedeutung ist.
Die Oinochoe des Töpfers Mamarce verbindet in mehreren Hinsichten verschiedene Kulturen miteinander. Zunächst handelt es sich beim Gefäß um ein Werk der Impasto-Technik, die für die Villanovakultur typisch war. Anders als meist üblich, ist der Ton dieses Gefäßes jedoch schon fein geschlämmt worden und die Oinochoe wurde auf einer Töpferscheibe gedreht und nicht mehr von Hand gearbeitet. Die Oberfläche wurde jedoch noch in prähistorischer Art poliert. Diese Form wird in der Forschung als buccheroider Impasto bezeichnet und bereitet die spätere Bucchero-Keramik vor. Damit steht das Gefäß am Übergang zwischen der Villanovakultur und der der Etrusker. 
Nicht erhalten ist der Henkel des 20,5 Zentimeter hohen Gefäßes, das einen maximalen Durchmesser von 11,6 Zentimeter hat. Der Ausguss des Gefäßes ist leicht erweitert, der Hals ist konkav gebogen. Mit seiner schon recht ausgereiften Formensprache – Kleeblattmündung, kegelstumpfförmiger Hals, birnenförmiger Körper, niedriger und scheibenförmiger Fuß sowie Bandhenkel – wird eine schon recht hohe Entwicklungsstufe angenommen, weshalb das Gefäß ins zweite oder dritte Viertel des 7. Jahrhunderts v. Chr., meist in den Zeitraum zwischen 640 und 620 v. Chr., datiert wird. Die Verzierung mit dem roten Ritzdekor spricht für eine Zuweisung in das Siedlungsgebiet der Falisker um Falerii, möglicherweise stammt die Oinochoe aber auch aus dem daran angrenzenden Veji.
In den Gefäßkörper wurden Bilder eingeritzt. In die Ritzen wurde rote Füllmasse gefüllt, von der noch Reste vorhanden sind.  Dargestellt ist ein Krieger, der auf der rechten Seite von einem Pferd, und links von einer Ziege, die ihr Kitz stillt, flankiert wird. Wahrscheinlich handelt es sich hier um eine Abwandlung des aus dem orientalischen Raum bekannten Motives des despotes theron, des Herrn der Tiere, hier als despotes hippon, den Herrn der Pferde. Ungewöhnlich ist vor allem die Darstellung einer säugenden Ziege, beiden Ziegen fehlt das vierte Bein. Kanonisch wäre hier ein zweites Pferd zu erwarten. Ebenso ungewöhnlich ist, dass die Ziege ihren Blick vom Krieger abgewandt hat. Über den Ziegen werden zwei schwebende Wasservögel gezeigt. Während das Motiv des Herrn der Tiere orientalischer Natur ist, gehörte die Pferdedarstellung in den korinthisch-griechischen Raum, das Ersetzen des Pferdes durch die Ziegengruppe weist auf einen euböischen Einfluss hin. Die Wasservögel sind ein Relikt der Villanovakultur. Der Graveur stellte den bärtigen Krieger mit Helm, Beinschienen und Gürtel dar, die weite Beinstellung erweckt den Anschein, als würde er tanzen. Sowohl der Krieger als auch die Palmette am Hals sind in einer Reihe mit dem Ausguss zentral angeordnet, was für eine starke Symmetrie des Gefäßes sorgt. Auf der rechten Seite, über dem Pferd bis zum Krieger, verläuft eine eingeritzte Inschrift, die von recht nach links in etruskischer Sprache mit etruskischer Buchstaben wiedergegeben wird: mi mamarce zinace, Ich Mamarce habe gemacht. Die Vorbilder des Gefäßes, das orientalische, griechische und etruskische Traditionen miteinander verbindet, sind wohl bei syrischen oder zypriotischen Silbergefäßen zu suchen.
Heute befindet sich die Oinochoe in der Antikensammlung des Martin von Wagner Museums in Würzburg mit der Inventarnummer H 5724.